# Улица Спекова (Бийск)
Улица имени Героя Советского Союза Спекова — улица в городе Бийске в бывшем Приобском районе. Идёт с востока на запад от улицы Георгия Прибыткова до Социалистической улицы параллельно улице Декабристов. Пересекает улицы Ленинградскую и Ломоносова, Молодёжный переулок. Имеет разрыв. Большая часть улицы не имеет асфальтового покрытия. Застроена преимущественно жилыми домами.

## Название
Улица названа в честь героя Советского Союза Александра Васильевича Спекова, на доме № 12 установлена памятная табличка.

## История
Находится в районе, имеющем историческое название «Квартал АБ», одна из самых его старых улиц. Интенсивная застройка этого района началась в середине XX века при строительстве посёлка сотрудников оборонного предприятия НИИ-9 (позже — АНИИХТ, в настоящее время — ОАО ФНПЦ «Алтай»). При этом сносились частные и коммунальные дома более ранней застройки. В середине 1960-х проложена новая улица, получившая название по предложению одного из участников комсомольского собрания строительного треста.
В настоящее время на части улицы идёт строительство социального жилья на месте снесённых ветхих бараков. Строительство финансируется по федеральной программе переселения из ветхого жилья. Практически сразу после заселения летом 2012 года эти дома (Спекова 8, 8/1, 8/2) стали разрушаться, а жильцы жаловались на низкое качество строительства. Проблема широко обсуждалась и обсуждается жителями города.
Городской и краевой властью официально объявлено, что компания-застройщик допустила при строительстве грубые нарушения технологии Летом 2013 г. проводились дополнительные работы по улучшению качества построенных домов.

## Здания
Спекова, 10/1 — городская телефонная станция АТС-31 (Городской узел связи № 6379).
Спекова, 16 — городской телецентр. Двухэтажное здание бывшей химчистки, после капитальной реконструкции в 1990-х в нём разместилась АО «Телерадиокомпания „РИФ“» (они же вещатели на Телеканалах СТС и НТВ) телекомпания ТВ-КОМ, ОТН (вещатели на Телеканале ТНТ). Так же в этом здании находится студия городского радио (Микс-FM), и редакция одной из старейшей городской газеты «Бийский рабочий», рекламное агентство «Рекламные Технологии».
Спекова, 27 — здание в котором находился в советское время крупный хозяйственный магазин, сейчас в его помещении находится производственное предрприятие «Мрия» по изготовлению жалюзи.
В конце улицы на пересечении с Социалистической улицей строится школа на 550 учеников.

## Известные жители
На улице проживал Никифор Харлампиевич Калугин — революционер, почётный гражданин города Бийска.